# GHV2
GHV2 (Greatest Hits Volume 2) je druga kompilacija najvećih hitova američke pjevačice Madonne izdana 12. studenog 2001. pod Maverick Recordsom. Uslijedila je nakon iste kompilacije iz 1990., The Immaculate Collection. Kompilacija ne sadrži nove pjeseme, te je izdana u isto vrijeme s videom Drowned World Tour 2001. RIAA je dodijelila zlatnu i platinastu certifikaciju albumu 12. prosinca 2001. za prodaju više od milijuna primjeraka u Sjedinjenim Državama. U svijetu je album prodan u više od sedam milijuna primjeraka, te je bio 12. najprodavaniji album 2001. godine. Promotivni remix album, GHV2 Remixed: The Best of 1991—2001, je izdan u svrhu promocije albuma.

## O albumu
Radni naslovi albuma su bili The Second Coming, Hit Lady – Greatest Hits Volume 2 i The Immaculate Collection Part Deux, ali se Madonna ipak odlučila za GHV2 jer je to bio naziv "koji će se zapamtiti" i zbog "ljenosti". Madonna je u to vrijeme završila s Drowned World Tour i počela je simanje filma Swept Away. Album je izdan na jedanaestu godišnjicu izdanja The Immaculate Collection. Na albumu se nalaze pjesme sve tamo od "Erotice" iz 1992. pa sve do "What It Feels Like for a Girl" iz 2001. Da će na albumu biti samo njeni hitovi je odlučila Madonna, koja nije htjela nove pjesme jer je album ipak samo s njenim do tada najboljim hitovima.
U razgovoru za BBC, Madonna je rekla način odabira pjesama za kompilaciju. Rekla je: "Željela sam pjesme koje sam mogla poslušati pet puta uzastopno.". Kao i na The Immaculate Collection, tako se i na ovoj kompilaciji nisu našli mnogi Madonnini hitovi. "American Pie" iako svjetski uspješni singl, nije došao na kompilaciju jer ga je Madonna "kaznila" zbog uvrštavanja pjesme na studijski album Music "gdje nije pripadao.
Tako su izostavljene i "This Used to Be My Playground" (1992.), "I'll Remember" (1994.), "You'll See" (1995.) i "Rain" (1993.) ali su one bili uključene na kompilaciju Madonninih najboljih balada Something to Remember, dok se pjesme "Fever" (1993.), "Bad Girl" (1993.),  "You Must Love Me" (1996.), "Nothing Really Matters" (1999.) nisu našle niti na jednoj njenoj kompilaciji hitova.
Da bi izbjegla eksplicitan tekst pjesme, Madonna je iz njenog hita "Human Nature" (1995.) izbacila rečenicu: "I'm not your bitch, don't hang your shit on me". Od 14 pjesama koliko ih se našlo na albumu, njih 9 su obrađene, pa su se našle u ne toliko drugačijoj verziji od originalne.

## Promocija
Za promociju albuma se nije puno napravilo. Nije bilo novog singla koji bi promovirao album, osim promotivnog mixa "GHV2 Megamix". Madonna je na "Turner Prize 2001" spomenila da ima novi album i da se zove GHV2, te je također održala kratki govor o političarima i njihovoj korektnosti, te je izazvala kontroverzije. Kako je prijenos išao uživo, nije bilo vremena da se to cenzurira, pa je Channel 4 naknadno bilo suzbijen od Independent Television Commission (nezavisne televizijske komisije).

## Popis pjesama
| 1.    | »Deeper and Deeper« (7" Edit)                   | Madonna, Shep Pettibone, Anthony Shimkin                            | Madonna, Shep Pettibone                                       | 4:54 |
| 2.    | »Erotica« (Radio Edit)                          | Madonna, Shep Pettibone, Anthony Shimkin                            | Madonna, Shep Pettibone                                       | 4:33 |
| 3.    | »Human Nature« (Radio Edit)                     | Madonna, Dave Hall, Shawn McKenzie, Kevin McKenzie, Michael Deering | Madonna, Dave Hall                                            | 4:32 |
| 4.    | »Secret« (Edit)                                 | Madonna, Dallas Austin, Shep Pettibone                              | Madonna, Dallas Austin                                        | 4:32 |
| 5.    | »Don't Cry for Me Argentina« (Radio Edit)       | Tim Rice, Andrew Lloyd Webber                                       | Nigel Wright, Alan Parker, Andrew Lloyd Webber, David Caddick | 4:51 |
| 6.    | »Bedtime Story« (Edit)                          | Nellee Hooper, Björk, Marius DeVries                                | Nellee Hooper, Madonna                                        | 4:07 |
| 7.    | »The Power of Good-Bye«                         | Madonna, Rick Nowels                                                | Madonna, William Orbit, Patrick Leonard                       | 4:12 |
| 8.    | »Beautiful Stranger« (William Orbit Radio Edit) | Madonna, William Orbit                                              | Madonna, William Orbit                                        | 3:58 |
| 9.    | »Frozen« (Single Edit)                          | Madonna, Patrick Leonard                                            | Madonna, William Orbit, Patrick Leonard                       | 5:10 |
| 10.   | »Take a Bow« (Single Edit)                      | Kenneth Edmonds, Madonna                                            | Kenneth Edmonds, Madonna                                      | 4:31 |
| 11.   | »Ray of Light« (Radio Edit)                     | Madonna, William Orbit, Clive Muldoon, Dave Curtis, Christine Leach | Madonna, William Orbit                                        | 4:53 |
| 12.   | »Don't Tell Me«                                 | Madonna, Mirwais Ahmadzai, Joe Henry                                | Madonna, Mirwais Ahmadzai                                     | 4:40 |
| 13.   | »What It Feels Like for a Girl«                 | Madonna, Guy Sigsworth, David Torn                                  | Madonna, Guy Sigsworth, Mark Stent                            | 4:45 |
| 14.   | »Drowned World/Substitute For Love«             | Madonna, William Orbit, Rod McKuen, Anita Kerr, David Collins       | Madonna, William Orbit                                        | 5:12 |
| 15.   | »Music«                                         | Madonna, Mirwais Ahmadzai                                           | Madonna, Mirwais Ahmadzai                                     | 3:45 |
| 68:24 |                                                 |                                                                     |                                                               |      |

## Uspjeh na ljestvicama i certifikacije
| Država                 | Pozicija |
| ---------------------- | -------- |
| Argentina              | 5        |
| Australija             | 3        |
| Austrija               | 1        |
| Belgija (Flandrija)    | 3        |
| Belgija (Valonija)     | 9        |
| Danska                 | 19       |
| Europa                 | 3        |
| Finska                 | 11       |
| Francuska              | 2        |
| Irska                  | 2        |
| Italija                | 7        |
| Kanada                 | 11       |
| Mađarska               | 8        |
| Meksiko                | 8        |
| Nizozemska             | 13       |
| Norveška               | 5        |
| Novi Zeland            | 8        |
| Njemačka               | 3        |
| Poljska                | 21       |
| Portugal               | 24       |
| Španjolska             | 3        |
| Švedska                | 23       |
| Švicarska              | 3        |
| Ujedinjeno Kraljevstvo | 2        |
| US Billboard 200       | 7        |

| Država                 | Certifikacija |
| ---------------------- | ------------- |
| Argentina              | Zlatna        |
| Australija             | Platinasta    |
| Belgija                | Platinasta    |
| Brazil                 | Platinasta    |
| Danska                 | Platinasta    |
| Europa                 | 2× Platinasta |
| Finska                 | Platinasta    |
| Francuska              | Platinasta    |
| Irska                  | 2× Platinasta |
| Italija                | Platinasta    |
| Kanada                 | Platinasta    |
| Meksiko                | Zlatna        |
| Nizozemska             | Platinasta    |
| Novi Zeland            | Zlatna        |
| Njemačka               | Platinasta    |
| Poljska                | Zlatna        |
| Španjolska             | 2× Platinasta |
| Švedska                | Platinasta    |
| Švicarska              | Platinasta    |
| Ujedinjeno Kraljevstvo | 2× Platinasta |
| SAD                    | Platinasta    |

## Promotivne pjesme za radio
Madonna je 2001. izdala promotivne pjesme za radio koji bi promovirali izdanje GHV2. Pjesme su bile izdane kao komplet od pet ili šest pjesama. Uključivali su neke od Madonninih najuspješnijih singlova iz razdoblja 1991. – 2001.

### 6 pjesama
1. "Erotica"
2. "Bedtime Story"
3. "The Power of Good-Bye"
4. "Drowned World/Substitute For Love"
5. "Music"
6. "Don't Tell Me"

### 5 pjesama
1. "Deeper and Deeper"
2. "Human Nature"
3. "Secret"
4. "Frozen"
5. "Music

## GHV2 Megamix
U studenom 2001., Maverick je izdao promotivni singl u svrhu promoviranja albuma. Singl nikada nije doživio komercijalno izdanje.

### Povijest
"Thunderpuss GHV2 Megamix" je najčešće korištena verzija singla na radio postajama i u glazbenom videu. Pjesme od kojih je načinjen singl složene po redu pojavljivanja su: "Don't Tell Me", "Erotica", "Secret", "Frozen", "What It Feels Like for a Girl", "Take a Bow", "Deeper and Deeper", "Music" i "Ray of Light". Ostale verzije su obradili Johnny Rocks & Mac Quayle i Tracy Young.
Remix je dospio na peto mjesto Billboard Hot Dance Club Play ljestvice pod imenom "Madonna Megamix". Izvorno izdanje Thunderpuss verzije ima neke izgovorene riječi na početku "Deeper and Deeper", iste koje su se mogle čuti na internetskoj poruci koja se pojavila pred izlazak albuma Bedtime Stories. Glazbeni video je snimljen od live izvedbi i 23 Madonnina prijašnja glazbena videa. Režisirao ga je Dado Gonzales.

### Službene verzije
- Thunderpuss GHV2 Pop Radio Mix (4:51)
- Thunderpuss GHV2 Pop Radio Mix Edit (4:19)
- Thunderpuss GHV2 Pop Radio Edit (3:30)
- Thunderpuss GHV2 Pop Anthem (12:37)
- Thunderpuss GHV2 House Anthem Part I (12:55)
- Thunderpuss GHV2 House Anthem Part II (10:28)
- Johnny Rocks & Mac Quayle GHV2 Radio Mix (4:15)
- Johnny Rocks & Mac Quayle GHV2 Club Mix (8:17)
- Johnny Rocks & Mac Quayle GHV2 Dub (8:53)
- Tracy Young's GHV2 Shake & Stir Anthem (11:47)
- Tracy Young's GHV2 Shake & Stir Dub (8:50)

## GHV2 Remixed: The Best of 1991–2001
U prosincu 2001., Maverick je izdao i promotivni album s obradom pjesama koje su se našle GHV2. Kao i "GHV2 Megamix", ni ovo izdanje nije doživjelo komercijano izdanje.
Ova kompilacija sadrži remix svake pjesme s albuma GHV2, osim "Take a Bow", "Don't Cry for Me Argentina" i "The Power of Good-Bye". Album je izdan kao dvostruki CD i trostruki 12" set. Obrade pjesama su napravili jedni od najboljih stručnjaka, Victor Calderone, Junior Vasquez, BT, Sasha, Timo Maas i Hex Hector.
Shep Pettiboneu su po prvi puta dodijeljena autorska prava na pjesmu "Secret"

### Popis pjesama
CD 1
1. "What It Feels Like for a Girl" (That Kid Chris Caligula 2001 Mix) – 9:51
2. "Don't Tell Me" (Timo Maas Mix) – 6:55
3. "Drowned World/Substitute For Love" (BT & Sasha Bucklodge Ashram Mix) – 9:27
4. "Human Nature" (Bottom Heavy Dub) – 7:56
5. "Frozen" (Calderone Extended Club Mix) – 11:17
6. "Erotica" (Masters at Work Dub) – 4:50

CD 2
1. "Deeper and Deeper" (David's Klub Mix) – 7:39
2. "Ray of Light" (Calderone Club Mix) – 9:30
3. "Beautiful Stranger" (Calderone Club Mix) – 10:12
4. "Bedtime Story" (Luscious Dub Mix) – 7:40
5. "Secret" (Junior's Sound Factory Dub) – 7:58
6. "Music" (HQ2 Club Mix) – 8:50